# Deja McClendon Domżalska
Deja Monique McClendon Domżalska (ur. 27 czerwca 1992 roku w Cincinnati) – amerykańska siatkarka grająca na pozycji przyjmującej, reprezentantka kraju.
Od 12. roku życia siatkarka cierpi na łysienie plackowate, chorobę autoimmunologiczną, która powoduje wypadanie włosów.
3 czerwca 2022 roku wyszła za mąż za polskiego fizjoterapeutę Nikodema Domżalskiego. Ślub odbył się w Louisville w stanie Kentucky. Poznali się w Polsce w 2015 roku.

## Sukcesy klubowe
Liga uniwersytecka NCAA:
- 2010, 2013

Liga azerska:
- 2014

Puchar Polski:
- 2015

Puchar CEV:
- 2015

Liga polska:
- 2015, 2018